# George Ochialbi
George N. Ochialbi (n. 1 februarie 1870, Ploiești – d. 8 decembrie 1916, Petersburg) a fost un pianist și violonist român, de etnie rromă, un nume de rezonanță în muzica românească, a cărui activitate s-a desfășurat (în mare măsură) peste hotare.

## Biografie
S-a născut la data de 1 februarie 1870 la Ploiești, fiind fiul vestitului lăutar Năstase Ochialbi. Deși începuturile carierei sale sunt marcate de câteva apariții publice ca pianist (încă din 1877), din 1880 începe să studieze vioara, în particular, cu profesorul Iulius Wiest de la Conservatorul din București.
În 1885, la vârsta de 15 ani, revista muzicală „Doina” îi tipărește prima sa compoziție, sârba „Ochi negri” la editura lui Constantin Gebauer.
În 1894 are un concert ca pianist la Giurgiu, unde îi acompaniază pe C. M. Corodeanu, Mihail Tănăsescu, Hariton Ștefănescu și Ion Nicolescu, primind o recenzie pozitivă din partea revistei „România Muzicală”.
În 1895 are ocazia de a cânta într-un recital la Ateneu, în folosul Societății Istorice a Studenților în Litere, unde îi are ca parteneri pe violoncelistul Constantin Dimitrescu, baritonul Aurel Eliade și tenorul Hariton Ștefanescu, însuși directorul revistei „România Muzicală”, consacrând de data aceasta o cronică muzicală a concertului.
Din 1896 se alătura tarafului lui Nicolae Matache, unde își aprofundează repertoriul popular și întreprinde primul turneu peste hotare.
În 1897, împreună cu taraful lui Matache, obține un angajament la Petersburg. În februarie primește de la țarul Nicolae al II-lea al Rusiei un ceas cu brățară de aur pentru o compoziție originală. În aprilie, ca solist violonist al formației lui Nicolae Matache, a interpretat, cu prilejul unei recepții în fața președintelui Félix Faure al Republicii Franceze, o nouă lucrare numită „Marșul franco-rus”. În iunie primește Medalia de Merit și un ac cu stema și drapelele francez și rus de la cele două guverne.
În august 1897 scrie piesa pentru pian „Moscova”, fiind interpretată pentru prima dată în 1898 de către pianista Elena Sălceanu, la Ateneul Român. În același an George Ochialbi își alcătuiește o orchestră proprie de 35 de persoane. Printre instrumentiștii adunați din toate țările Europei (în special germani, cehi și austrieci) se aflau și o serie de virtuozi români: Dimitrie Crăciunescu (vioară), Mitică Rădulescu (vioară), Ion Goleac (contrabas). Ochialbi cântă din acest moment al carierei numai la vioară.
În 1899 primește o tabacheră de aur, în semn de prețuire de la compozitorul rus Alexandr Glazunov. În același an primește un ordin foarte rar de la Mozaffar Ed-Din, șahul Persiei.
În 1900 publică influentul „Vis de amor român” la Hamburg, iar în 1902 „Mică conversație” (Barcelona). Aceste două compoziții îi asigură premizele înscrierii în Societatea Autorilor, Compozitorilor și Editorilor de Muzica de la Paris în 1913 (însumând până la această dată peste o sută de lucrări publicate).
Dorind să amplifice succesul „Micii conversații”, Ochialbi scrie „Răspuns la mica conversație” (1903), iar în perioada 1904-1914 are alte câteva compoziții notabile („Un sărut românesc”, „Un tur de vals”, „Irena”, „Valsul ursului”, „Noapte misterioasă”, „Fluturi de noapte”, „Visul unei baiadere” etc.). În același timp compune și lucrări clasice, inspirate din folclorul românesc, precum „Margareta”, „Voivodul”, „Sârba țărănească” etc. Unele din aceste lucrări au devenit izvor „popular” de inspirație pentru compozitorii de mai târziu (vezi Mircea Basarab „Rapsodia româna”). Alături de aceste piese scurte, Ochialbi scrie și câteva lucrări de proporții, clădite din melodii populare: „Suite la Românescu”, „Patria mea” (1906) și „Scene pitorești române”, demonstrându-și calitățile de orchestrator și simfonist.

## Decesul
Moare subit la data de 8 decembrie 1916 la Petersburg, în Rusia. Ziarul „Novoie Vremja” din 9 decembrie scria în necrologul publicat imediat după deces:
„Renumitul compozitor și talentat dirijor Ochialbi, a murit pe neașteptate la 8 decembrie. Acesta a fost cel mai talentat dirijor și muzicant pe care l-a cunoscut și l-a iubit vechiul Petersburg. Ochialbi a murit de durere: soția li copii i-au rămas în București, unde le era casa. Acolo au rămas și după ocuparea capitalei României de către nemți, această grozăvie nu a suportat-o inima minunatului muzicant.”

## Compoziții[15]
Lucrări pentru voce și pian:
- Idealul meu, romanță, text de C. P., „Dedicație Doamnei Aglae Miclescu”, Editura C. Gebauer, București, p. 2
- În a mea copilărie, romanță, textul de Ioan H. Ștefănescu, Tipografia Modernă, Gr. Luis, București (1889), p. 3

Lucrări instrumentale:
- Apres une petite causerie, intermezzo pentru pian
- Aurora, horă pentru pian în Colecțiune de dansuri și arii naționale, Editura N. Mischonznicky, București, p. 2
- Ca la ușa cortului, pian, în Colecțiune de dansuri și arii naționale, Editura N. Mischonznicky, București, p. 2
- Causerie des dames, pian solo
- Ce spui mă!, melodie națională, aranjată pentru pian, Editura C. Gebauer, București, p. 2
- De te-ar prinde neica-n crâng, pian, în Colecțiune de dansuri și arii naționale, Editura N. Mischonznicky, București, p. 2
- Dujîi vrej, op. 88, vals pentru pian
- Elena, mazurcă de salon pentru pian, Tipografia modernă Gr. Luis, București (1888), p. 4
- Eufrosina, vals pentru pian „Dedicat Dnei. Eufrosina Țînțu”, Editura A. L. Patin, București, p. 6
- Frumoasă primăvară, vals pentru pian, „Dedicat Dlui Doctor Constantin Georgescu”, Editura C. Gebauer, București, p. 6
- Hai Cristei, horă pentru pian, în Colecțiune de dansuri și arii naționale, Editura N. Mischonznicky, București, p. 2
- Hora Floreasca, pian, în Colecțiune de dansuri și arii naționale, Editura N. Mischonznicky, București, p. 2
- Hora Frunza, pian, în Colecțiune de dansuri și arii naționale, Editura N. Mischonznicky, București, p. 2
- Hora la Dingeni, pian, „Dedicată copiilor doctorului Constantin Georgescu, Editura C. Gebauer, București, p. 1
- Hora luncii, pian, în Colecțiune de dansuri și arii naționale, Editura N. Mischonznicky, București, p. 2
- Hora nopții, pian, în Colecțiune de dansuri și arii naționale, Editura N. Mischonznicky, București, p. 2
- Hora Ochialbi, pian, în Colecțiune de dansuri și arii naționale, Editura N. Mischonznicky, București, p. 2
- Hora țărănească, pian, în Colecțiune de dansuri și arii naționale, Editura N. Mischonznicky, București, p. 2
- Hora viilor, pian, în Colecțiune de dansuri și arii naționale, Editura N. Mischonznicky, București, p. 2
- Irene, op. 126, vals pentru pian
- La jeunesse eternelle, vals pentru pian, „Dadie a Monsieur Etienne Bellio”, Editura C. Gebauer, București, p. 6
- Lamentation, intermezzo pentru pian, „En memoire de Madame Zoe dr. Constantin Georgesco, nee Dr. Georges Mavrocordato”, Editura C. Gebauer, București
- La Romanesca, op. 127, suită pentru pian
- L'heure rose, op. 129, vals pentru pian
- Le facteur des amours, vals pentru pian, „Dedie a Monsieur Titi Calinesco”, Editura C. Gebauer, București, p. 9
- Le non-pareil, tango argentinian pentru pian
- Les tandresses de sirene, op. 122, vals pentru pian
- Margareta, horă pentru pian în Colecțiune de dansuri și arii naționale, Editura N. Mischonznicky, București, p. 2
- Mariska, pian
- Moment musical, pian
- Moscova, potpuriu rus pentru pian, Editura C. Gebauer, București, p. 13
- Mureșeanca, arie națională, aranjată pentru pian, Editura C. Gebauer, București, p. 2
- Nebuna, horă pentru pian în Colecțiune de dansuri și arii naționale, Editura N. Mischonznicky, București, p. 2
- Nuit mysterieuse, op. 13, vals pentru pian
- Ocheșica, horă pentru pian, în Colecțiune de dansuri și arii naționale, Editura N. Mischonznicky, București, p. 2
- Otero, marș pentru pian, Editura C. Gebauer, București, p. 2
- Ovreicuța, horă pentru pian, în Colecțiune de dansuri și arii naționale, Editura N. Mischonznicky, București, p. 2
- Papillon de nuit, op. 123, vals pentru pian
- Patrouille montenegrine, intermezzo pentru pian
- Pensee libre, le coeur pris, vals trist pentru pian
- Petite causerie (Mica conversație), intermezzo pentru pian, Editura Zimmermann, Petersburg, Editura Select, Barcelona, p. 3
- Petite serenade, op. 131, pentru pian
- Phrase musicale, pian
- Reponse a petite causerie, pian
- Retour de Constantinople, op. 121, vals pentru pian
- Ruguleț, horă pentru pian
- Rumanischer Liebestraum („Vis de amor romîn”), vals pentru pian, Editura Anton I. Benjamin, Hamburg, p. 2
- Scenes pitoresques roumaines, op. 124, suită pentru pian (Marche roumaine, Air de ballet roumain, Doina, Fetes roumaines)
- Serenadă persană, pian
- Sîrba Infleunța, pian
- Sîrba Ochi negri, pian
- Sîrba oltenească, pian, în Colecțiune de dansuri și arii naționale, Editura N. Mischonznicky, București, p. 2
- Sîrba Voievodul, pian
- Solo d'une balerine de harem, pian
- Sophie, vals pentru pian, „Dediee a Madame S. Antonne”, Editura C. Gebauer, p. 8
- Trois morceaux de salon, pian solo
- Un baiser roumain, op. 120, vals pentru pian
- Un tour de valse, vals pentru pian
- Valsette, vals pentru pian
- Vals imperiale, vals pentru pian, Editura C. Gebauer, București, p. 9
- Valsul ursului, vals pentru pian
- Viața lăutarilor, op. 28, potpuriu național pentru pian, Editura C. Gebauer, București, p. 7
- Zuralia, horă pentru pian, în Colecțiune de dansuri și arii naționale, Editura N. Mischonznicky, București, p. 2

Lucrări pentru orchestră:
- Marș franco-rus
- Patria mea, suită, copie-manuscris, colecția Bibliotecii muzicale Radio